# Distretto di Hennebont
Il distretto di Hennebont era una divisione territoriale francese del dipartimento del Morbihan, istituita nel 1790 e soppressa nel 1795.
Era formato dai cantoni di Hennebont, Bubry, Inguiniel, Guidel, Kervignac, Languidic, Lorient, Plouay, Pont-Scorff e Port Liberté.